# Le Temps (quotidien suisse)
Pour les articles homonymes, voir Le Temps et Temps (homonymie).
Le Temps est un quotidien suisse édité à Genève. C'est un quotidien généraliste francophone de dimension nationale. Fondé le 18 mars 1998, il résulte du regroupement du Journal de Genève et Gazette de Lausanne et du Nouveau Quotidien.
Le Temps est un média généraliste et le seul quotidien francophone de dimension nationale. Économie, culture, politique, société… Le Temps décrypte la Suisse et le monde au quotidien.
Le Temps compte des rédactions à Lausanne, Genève, Berne, Neuchâtel,  Sion et Zurich. Depuis le 1er janvier 2021, il est détenu par la Fondation Aventinus.

## Histoire

### Création du journal
Le quotidien est issu de la fusion du Journal de Genève et Gazette de Lausanne et du Nouveau Quotidien. Le Journal de Genève, fondé en 1826, était un des organes marquants en Suisse romande pour la politique, les finances et l'économie. Il avait fusionné en 1991 avec la Gazette de Lausanne. Le Nouveau Quotidien, quotidien romand édité à Lausanne, avait été fondé en 1991 et était édité par Edipresse.
En 1997, les deux journaux étant déficitaires et se concurrençant,, leurs éditeurs annoncent le 24 juin 1997 dans les deux titres leur intention de les fusionner.
Une association des amis du Journal de Genève et de la Gazette de Lausanne tente de s’opposer au regroupement avec le Nouveau Quotidien qu’elle considère comme un sabordage,,,,.
Les deux titres cessent de paraître à la fin février 1998, et la première édition du Temps parait le 18 mars 1998.
En 1998, la rédaction est d'abord située dans le Centre Swissair à l'aéroport de Genève-Cointrin. En 2000, celle-ci déménage dans les locaux de la gare de Genève-Cornavin. En parallèle, les bureaux du journal à Lausanne, Neuchâtel, Sion, Berne et Zurich sont également logés dans les gares de ces villes.

### Rachat par Ringier
En octobre 2013, les deux principaux actionnaires du journal, le groupe Ringier et le groupe Tamedia, mettent en vente Le Temps en espérant qu'il soit racheté par un acquéreur extérieur. Mais aucune offre ne satisfait les deux actionnaires. Le Cercle des Amis du Temps, regroupant des personnalités romandes soucieuses de l'avenir du journal avait aussi formulé une offre d'achat qui a été ignorée car abondée à hauteur de 8 millions de francs suisses cela a été jugé insuffisant. C'est pourquoi, le 11 avril 2014, Ringier rachète la participation de Tamedia, pour une somme non dévoilée mais estimée à 9 millions de francs et devient le propriétaire du quotidien romand avec 92,5 % du capital. En 2016, Ringier et Axel Springer fondent une co-entreprise, qui devient propriétaire du Temps.
Le titre est alors détenu à hauteur de 92,5 % par le groupe de presse Ringier Axel Springer, le restant du capital étant détenu par l'économiste Stéphane Garelli (3 %), la Société des rédacteurs et du personnel du Temps (2,4 %) et la Société éditrice du Monde (2,1 %).

### Déménagement à Lausanne

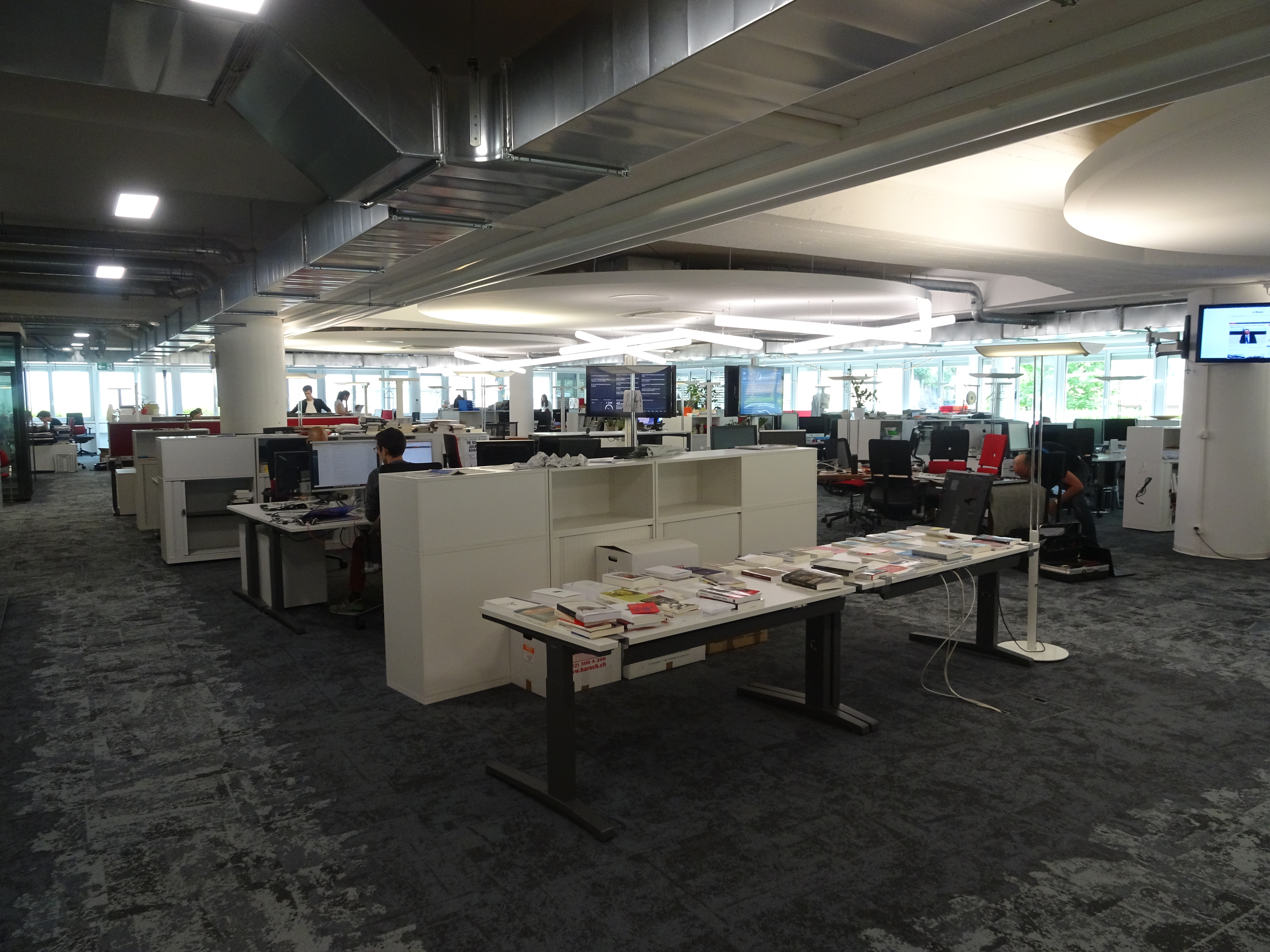
La newsroom du Temps à Lausanne

En 2015, le quotidien romand choisit de déplacer sa salle de rédaction de Genève à Lausanne, tout en maintenant une rédaction régionale à Genève. Selon Stéphane Benoit-Godet, rédacteur en chef du Temps, il fallait créer des synergies avec L'Hebdo et Edelweiss, deux autres titres de Ringier, les trois journaux disposant d’une « newsroom » commune,. L'Hebdo cessera de paraître deux ans plus tard, en février 2017.
En 2019, Le Temps annonce que son nombre d'abonnés augmente pour la première fois de son histoire (stabilisation des abonnés à la version imprimée et augmentation des abonnés à la version en ligne). Alors que, historiquement, il tirait une majorité de ses revenus de la publicité, il annonce qu'il dépend désormais principalement des abonnements (depuis 2017 pour la version imprimée et depuis 2019 pour la version en ligne).

### Fondation Aventinus
En 2020, Ringier Axel Springer Suisse SA procède à un « recentrage stratégique de son portefeuille ». La fondation Aventinus annonce racheter le journal au 1er janvier 2021, déplacer la rédaction à Genève et vouloir maintenir un journal de qualité indépendant,.
La fondation Aventinus, présidée par François Longchamp, nomme un conseil d'administration sans représentant de la fondation ni de ses donateurs. Le président du conseil d'administration de la société est Éric Hoesli, qui avait été le premier rédacteur en chef du titre, tandis que Madeleine Von Holzen devient rédactrice en chef le 1er janvier 2021.
En 2021, la rédaction déménage dans le quartier du Bouchet à Genève, à mi-chemin entre la gare principale de Genève-Cornavin et l'aéroport.

## Ligne éditoriale et valeurs

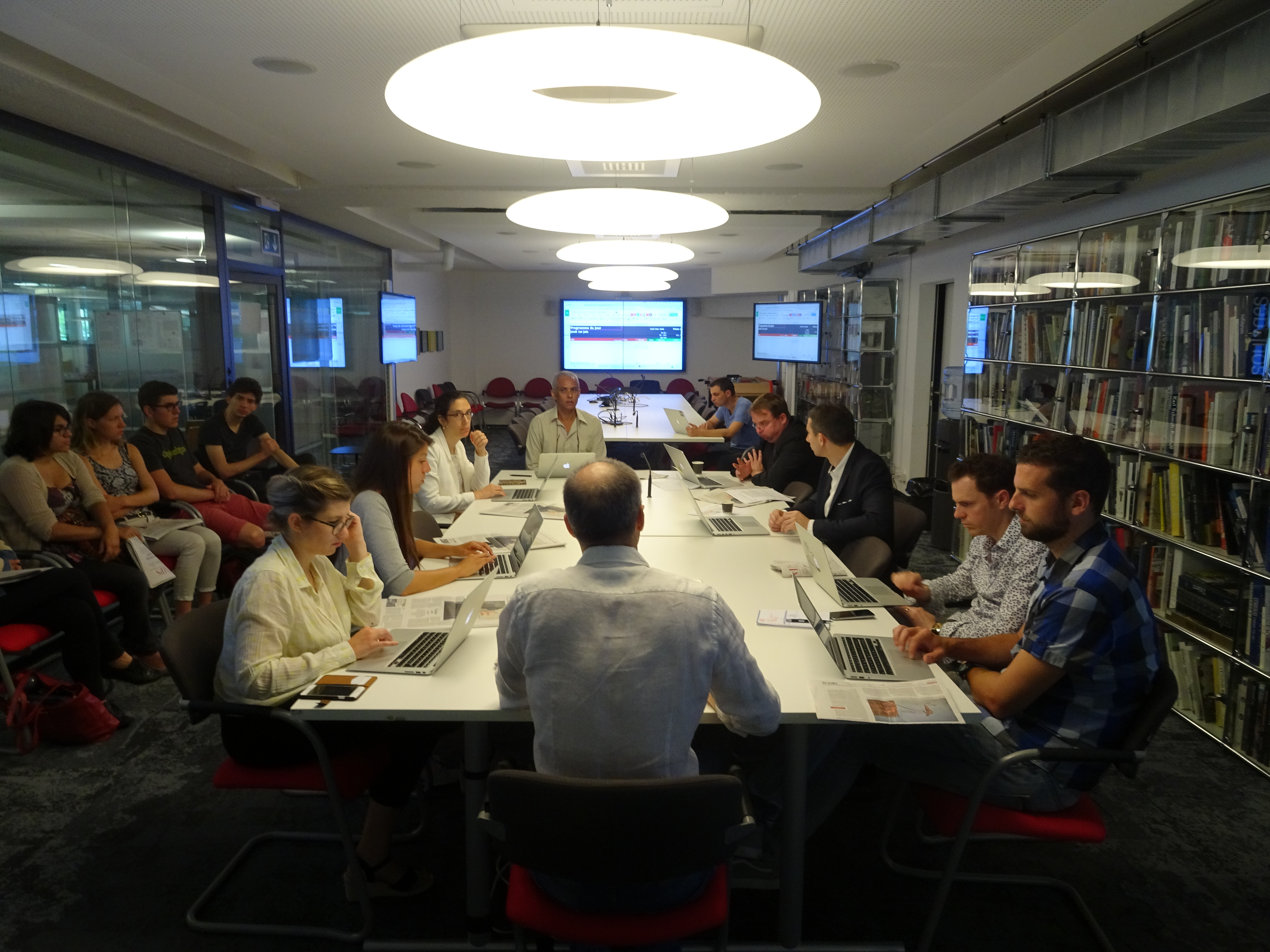
Briefing de la rédaction du Temps

Selon sa charte rédactionnelle, Le Temps « est attaché aux valeurs libérales fondamentales », et il défend celles-ci « dans le respect de l'environnement ». Il voue une attention particulièrement soutenue à la culture et à la science.
En 2018, à l'occasion de ses 20 ans, le journal qui se décrit comme « libéral et humaniste » a traduit ces valeurs en s'engageant pour sept causes identifiées par la rédaction et inscrites dans la charte du titre : le journalisme, l'égalité homme-femme, l'écologie, la créativité suisse, l'économie inclusive, la technologie au service de l’homme, et la Suisse comme laboratoire politique. La deuxième de ces causes amène à la création en décembre 2019 d'une « Charte de l'égalité des genres ».
Politiquement, il se décrit comme « indépendant de tout parti politique, et de toute organisation économique, confessionnelle ou religieuse ». Sur les sujets économiques, la ligne éditoriale du Temps se situait en 2011 au centre (libéral) ; il montre une ouverture sur les sujets de culture et de société, d'après Alain Clavien, professeur d'histoire contemporaine à l'Université de Fribourg.
Le journal ambitionne d'être un média de référence en matière d'information et d'analyse ; en 2012, une étude de l'Université de Zurich le situe également en tant que référence et en 2018, une étude de l’Association fondatrice pour la qualité des médias en Suisse le classe à la première place (ex æquo avec la Neue Zürcher Zeitung) au classement de la qualité des médias suisses.
Quotidien francophone, il privilégie l'emploi de termes français au lieu d'anglicismes, féminise les noms de métiers et tient compte de l'évolution des écritures inclusives et épicènes.

## Supports et lectorat

### Presse écrite

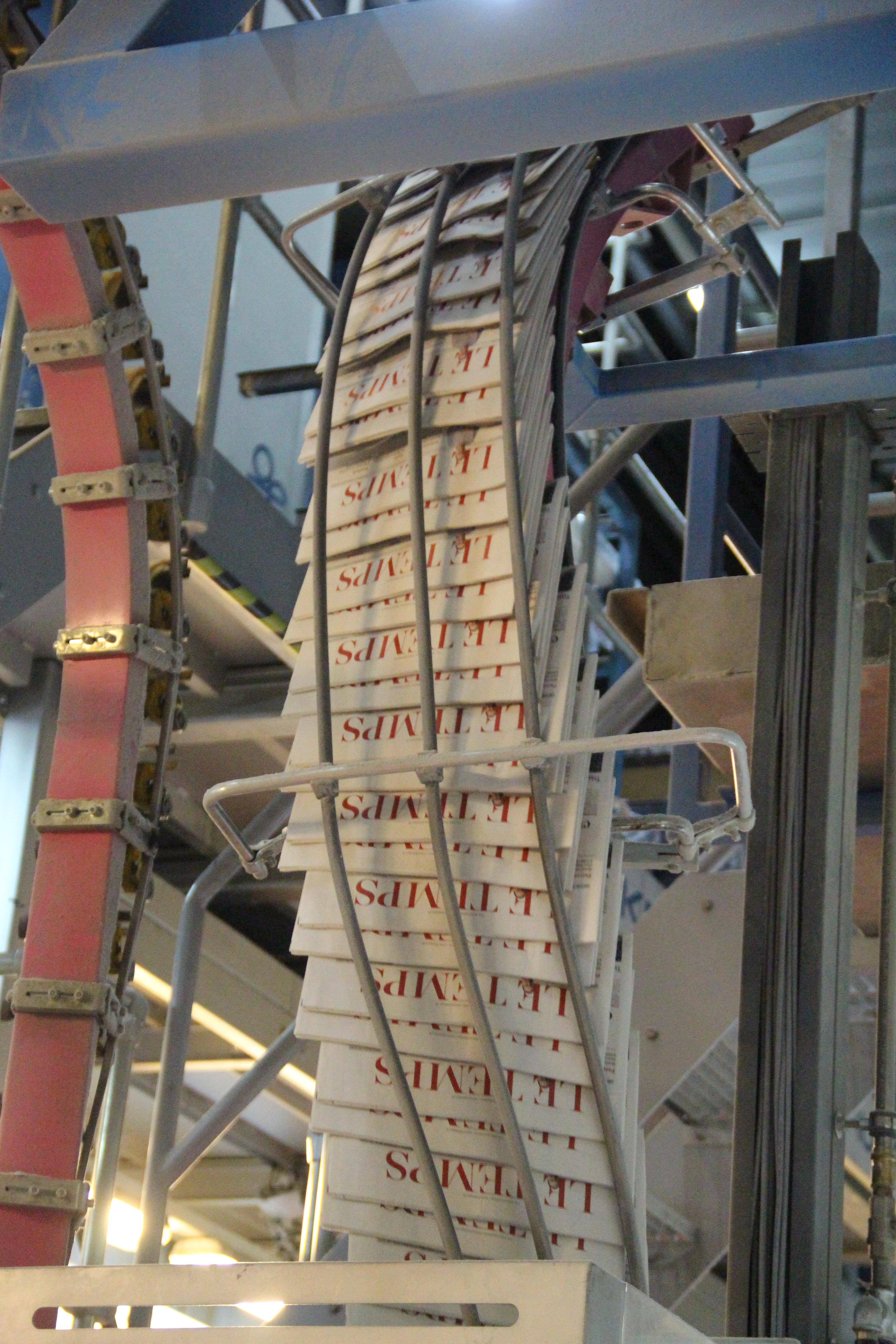
Impression du quotidien Le Temps à l'imprimerie Tamedia de Bussigny.

Dans la version papier, l’actualité est présentée sur une vingtaine de pages réparties en plusieurs rubriques : « économie et finance », « sport », « société et culture », « Suisse » ainsi que « Monde ». On y trouve régulièrement les dessins de Chappatte, caricatures humoristiques sur la situation géopolitique actuelle.
Le journal est imprimé à Bussigny dans le canton de Vaud jusqu'au 14 mars 2025.
Dès le 17 mars 2025, il est imprimé à Berne.
Les lecteurs du Temps portent un intérêt supérieur à la moyenne à la politique, aux articles de fond, à l'art, à la culture, aux voyages et aux sujets locaux et régionaux. En revanche, l'intérêt pour les célébrités, les ordinateurs et l'informatique, l'électronique de loisirs et de communication, l'automobile et la moto est plus faible.
Selon une étude de Publicitas de 2017 la plus grande partie des lecteurs sont des personnes de plus de 50 ans. Pour ce qui est du sexe des lecteurs, il y a autant d'hommes que de femmes qui consultent le journal. Les salaires des lecteurs dépassent généralement les 8 000 francs suisses bruts mensuels. Sa diffusion est assurée à 91 % par les abonnements et 9 % par la vente au numéro.
Plusieurs suppléments viennent enrichir le quotidien, dont un supplément « Carrières » (emploi et management) le vendredi, et « Le Temps Week-End », un supplément culture le samedi.
Au début de l'année 2017, Le Temps lance T-Magazine, un magazine essentiellement consacré au bien-être, au voyage et à l’esthétique. Le supplément accompagne l'édition du week-end environ 15 fois par an et est également disponible numériquement.

#### Tirage et audience
- 2001 : 54 000 exemplaires[28]
- 2010 : 44 450 exemplaires[29]
- 2015 : 37 000 exemplaires, 95 000 lecteurs[30]
- 2020 : 32 000 exemplaires, 107 000 lecteurs[30]
- 2022 : 35 000 exemplaires, 84 000 lecteurs[30]
- 2023 : 34 000 exemplaires, 90 000 lecteurs[30]

### Numérique

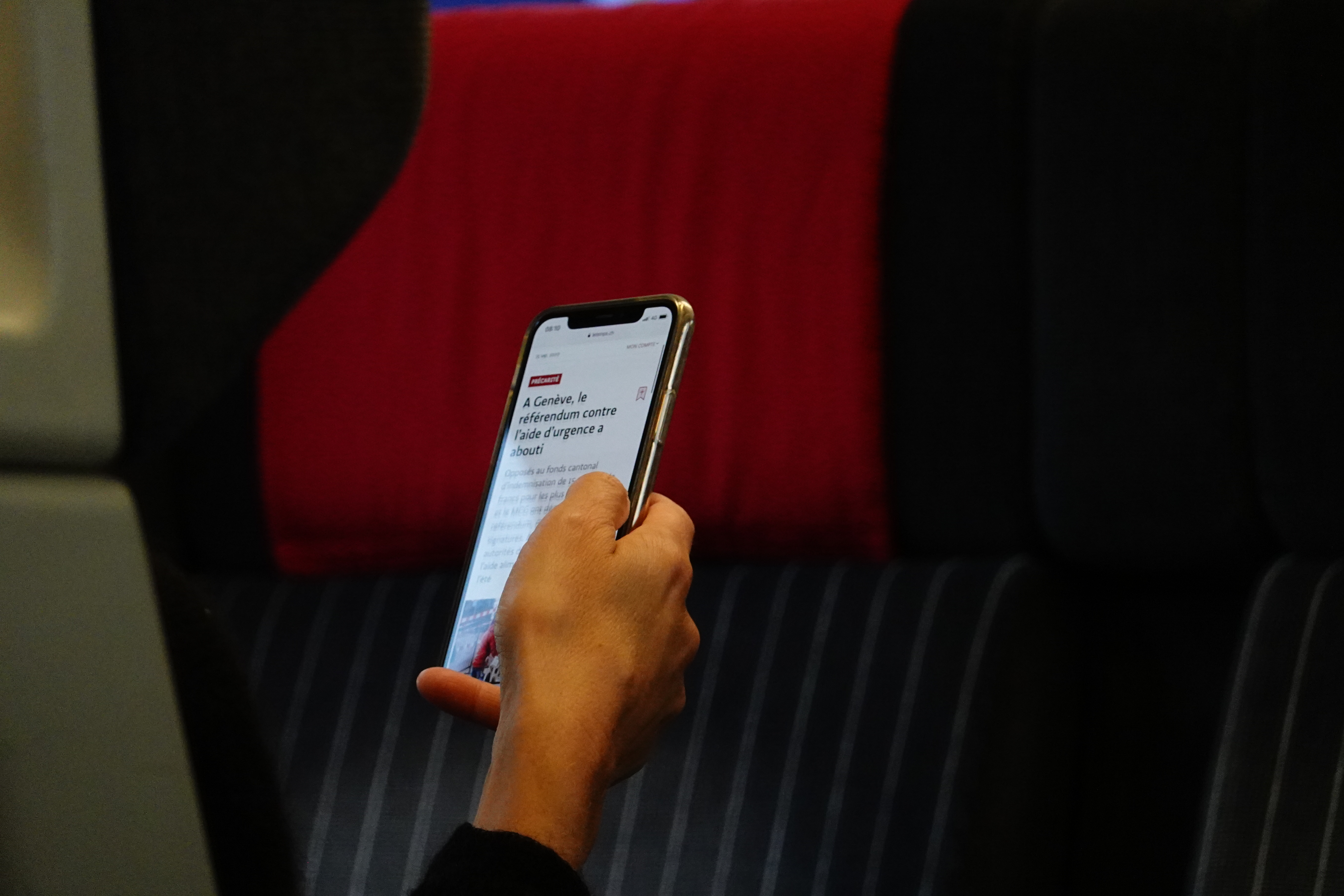
Un passager de train tenant un smartphone sur lequel est affiché l'application mobile du quotidien Le Temps

Sur Letemps.ch, site d’informations en continu, on peut retrouver une synergie entre les rubriques de la version papier et du site internet.
Ce quotidien possède deux applications mobiles sur iPhone et Android. La première, appelée « Le Temps », permet de consulter les articles publiés sur le site internet du Temps. La deuxième, « Le Temps ePaper » propose de consulter les versions électroniques des éditions du Temps publiées.
Dès 2011, l'accès gratuit aux articles sur le site internet du journal est limité pour les non-abonnés. Dès 2015, le système s'ouvre en permettant la consultation de dix articles par mois gratuitement (sans inscription). Dès février 2019, le système change à nouveau en catégorisant certains articles comme gratuits et d'autres comme réservés aux abonnés.
Le Temps a procédé, en collaboration avec l'EPFL, à la numérisation complète des trois quotidiens dont il est l’héritier : le Journal de Genève, la Gazette de Lausanne et Le Nouveau Quotidien. L'intégralité des contenus parus (environ quatre millions d'articles, des illustrations, photographies et publicités), remontant jusqu'à 1798, peut être recherchée par mot-clé et/ou date sur le site internet consacré à ces archives. Chaque article est restitué dans la mise en page originale du quotidien concerné.

## Collaborations
Sur le plan éditorial, Le Temps collabore avec Le Monde, et Courrier international en France.
Sur le plan commercial, une combinaison publicitaire existe avec la Neue Zürcher Zeitung.

## Gouvernance
Le journal est édité par Le Temps SA.

### Direction
- Présidence du conseil d’administration[33] :
  - Depuis mars 2024: Abir Oreibi
  - 2023-mars 2024 : Yves Daccord[34]
  - 2021-2022 : Éric Hoesli (Le Temps et Heidi.news)[3],[17],[35] ;
  - 2017-2020 : Marc Walder[36] ;
  - 2001-2017 : Stéphane Garelli ;
  - 2000-2001 : Gilbert Coutau ;
  - 1998-2000 : David de Pury.
- Direction :
  - Depuis mai 2024: Pierre-Adrian Irlé et Madeleine von Holzen
  - 2021-2023 : Tibère Adler (Le Temps et Heidi.news)[35] ;
  - 2015-2020 : Daniel Pillard (Ringier Romandie) ;
  - 2009-2014 : Valérie Boagno ;
  - 2004-2009 : Jean-Jacques Roth ;
  - 1998-2004 : Éric Hoesli.
- Rédaction en chef :
  - Dès 2021 : Madeleine von Holzen
  - 2015-2020 : Stéphane Benoit-Godet (pour la version imprimée) et Gaël Hurlimann (pour le numérique) ;
  - 2010-2015 : Pierre Veya ;
  - 2002-2010 : Jean-Jacques Roth ;
  - 1998-2002 : Éric Hoesli.

L'entreprise comporte environ 160 salariés, journalistes et secrétaires d'édition. Des correspondants sont employés à Miami, Bruxelles et à Paris. La rédaction centrale se trouve à Genève. Des bureaux existent à Lausanne, Neuchâtel, Sion, Zurich et Berne.

### Capital
En avril 2014 Ringier rachète la participation de Tamedia au capital du journal. Le capital de 5 millions au bilan du journal Le Temps SA est détenu à 92,5 % par Ringier Axel Springer Medien Schweiz AG, le restant du capital est détenu par l'actionnaire Stéphane Garelli (3 %), la Société des rédacteurs et du personnel (2,4 %) du Temps SA et Le Monde (2,1 %). Le chiffre d'affaires provient pour 48 % des lecteurs et pour 52 % de revenus publicitaires. En 2015, le président du conseil d'administration Stéphane Garelli rachète les parts du banquier genevois Claude Demole, administrateur démissionnaire,.
Depuis le 1er janvier 2021, la Fondation Aventinus détient la grande majorité de la société éditrice du Temps (Le Temps SA) et a à nouveau augmenté son actionnariat en décembre 2022 (99,55%). Les deux actionnaires minoritaires du Temps sont le groupe Le Monde (0,21%) et la SRP - Société des rédacteurs et du personnel du Temps (0,24%).
Le 18 mai 2021, le media en ligne Heidi.news, créé en mai 2019 et édité par la société Heidi Media SA, a été acheté par Le Temps grâce à un financement de la Fondation Aventinus. Les deux médias conservent leur identité distincte, tout en partageant des ressources communes.